# Amanda Abbington
Amanda Abbington, pův. Amanda Jane Smith, (* 28. února 1974 Londýn) je anglická herečka. Mezi její nejznámější role patří paní Mardlová v seriálu Pan Selfridge a Mary Morstan v seriálu Sherlock.

## Životopis
Do roku 2007 se objevovala v seriálu Poldové v různých rolích. Během toho též účinkovala v seriálech Wycliffe, Casualty, Dream Team, Hříchy Shades, Doktor Martin, Párování a Teachers. V roce 2005 se objevila v komediálním pořadu Man Stroke Woman a v letech 2007 a 2008 v komedii After You've Gone. Též měla vedlejší role v seriálech Bernard's Watch a Case Histories.
V roce 2013 začala hrát v seriálu Pan Selfridge jako paní Mardlová. O rok později v seriálu Sherlock ztvárnila Mary Morstan, manželku Johna Watsona, kterého hrál Martin Freeman, její partner i v soukromém životě. V roce 2015 se objevila v dramatickém seriálu Cuffs.

## Osobní život
Byla dlouhodobou partnerkou britského herce Martina Freemana, se kterým se setkala na natáčení filmu Men Only v roce 2000. Pár se spolu od té doby objevil ve filmech a seriálech jako jsou Dluh, The Robinsons, Hezké sny a Sherlock. Mají spolu dvě děti, Joa (narozeného v roce 2006) a Grace (narozenou v roce 2008).
V březnu 2013 byla Vrchním soudem prohlášena bankrotující kvůli dluhu 120 000 liber na daních.

## Filmografie
| Rok       | Název                            | Role             | Poznámky                                     |
| --------- | -------------------------------- | ---------------- | -------------------------------------------- |
| 1993–2007 | Poldové                          | Různé role       | TV seriál (7 epizod)                         |
| 1997      | Plotlands                        | Maude            | TV seriál (6 epizod)                         |
| 1997      | Wycliffe                         | Local W.P.C.     | TV seriál (Epizoda: „Strangers“)             |
| 1998      | No Sweat                         | Chantelle        | TV seriál (Epizoda: „Moon Boy“)              |
| 1998      | Magic with Everything            | Cat              | TV seriál (6 epizod)                         |
| 1998      | Picking up the Pieces            | sestřička Hunter | TV seriál (8 epizod)                         |
| 1999      | Casualty                         | Jen Reynolds     | TV seriál (Epizoda: „Human Traffic“)         |
| 1999      | Dream Team                       | Marilyn Harwood  | TV seriál (2 epizody)                        |
| 1999      | Snap                             | Zoe              | TV seriál (Epizoda: „Missed Her Sister“)     |
| 2000      | The Thing About Vince            | Lisa             | TV seriál (2 epizody)                        |
| 2000      | Hříchy                           | Belinda Edgeley  | TV minisérie (2 epizody)                     |
| 2001      | Men Only                         | Trina            | TV film                                      |
| 2001      | Hearts and Bones                 | Mia              | TV seriál (1 epizoda)                        |
| 2001      | Shades                           | Rebecca Jacobs   | TV minisérie (1 epizoda)                     |
| 2002      | Always and Everyone              | Tessa            | TV seriál (3 epizod)                         |
| 2002      | 20 Things to Do Before You're 30 | Shona            | TV seriál (8 epizod)                         |
| 2003      | Dluh                             | Stacey Ross      | TV film                                      |
| 2004      | Párování                         | Nicola           | TV seriál (2 epizod)                         |
| 2004      | Bernard's Watch                  | Sonia            | TV seriál (9 epizod)                         |
| 2004      | Teachers                         | Sarah            | TV seriál (1 epizoda)                        |
| 2005      | The Robinsons                    | Polly            | TV seriál (4 epizody)                        |
| 2005      | Hra s nevěrou                    | Kerry Hodder     | TV film                                      |
| 2005      | The Booze Cruise II              | Leonie           | TV film                                      |
| 2005–2007 | Man Stroke Woman                 | Různé role       | TV seriál (12 epizod)                        |
| 2006      | The Booze Cruise III             | Leonie           | TV film                                      |
| 2007      | Hezké sny                        | Vivian Jesson    | neuvedena v titulcích                        |
| 2007      | Jedno s druhým                   | Sarah            |                                              |
| 2007      | Doktor Martin                    | Isobel           | TV seriál (epizoda: „Happily Ever After")    |
| 2007      | Sold                             | Zoe              | TV seriál (1 epizoda)                        |
| 2007–2008 | After You've Gone                | Siobhan Casey    | TV seriál (21 epizod)                        |
| 2008      | Coming Up                        | Dcera            | TV seriál (epizoda: „Lickle Bill Um")        |
| 2008      | Hercule Poirot                   | paní Blake       | TV seriál (epizoda: „Cat Among The Pigeons") |
| 2008      | Harley Street                    | Susie Linn       | TV seriál (1 epizoda)                        |
| 2009      | Psychoville                      | Caroline         | TV seriál (epizoda: „Blackmail")             |
| 2010      | Zadaní Žádaní Zklamaní           | Babs             | TV seriál (6 epizod)                         |
| 2011–2013 | Case Histories                   | DC Louise Munroe | TV seriál (9 epizod)                         |
| 2012      | Cena za lidskost                 | Golda            | TV seriál (epizoda: „Puppy Love“)            |
| 2013—     | Pan Selfridge                    | paní Mardle      | TV seriál (29 epizod)                        |
| 2014      | Dinosauří kamarádi               | Gwen (hlas)      | TV seriál (10 epizod)                        |
| 2014      | Would I Lie to You?              | Panelistka       | Televizní pořad, osmá série šestá epizoda    |
| 2014—     | Sherlock                         | Mary Morstan     | Televizní pořad                              |
| 2015      | Cuffs                            | DS Jo Moffat     | TV seriál                                    |
| 2016      | Another Mother's Son             |                  |                                              |
| 2016      | Stag                             | Fran             | TV seriál                                    |